# Granholm, Houtskär
Granholm är en ö i Finland. Den ligger i Skärgårdshavet och i kommunen Pargas i landskapet Egentliga Finland, i den sydvästra delen av landet. Ön ligger omkring 54 kilometer sydväst om Åbo och omkring 200 kilometer väster om Helsingfors.
Öns area är 14 hektar och dess största längd är 0,9 kilometer i öst-västlig riktning.